# Куткины
Куткины — русский княжеский и дворянский род татарского происхождения.
Происходит от татарского мурзы Невера Куткина, пожалованного поместьем в 1623. От одного из его внуков происходят дворяне Куткины, от другого — князья Куткины. Этот род был внесён в VI часть родословных книг Саратовской и Тамбовской губерний.
Предок этого рода Семеней Сюнчелеевич Куткин в официальных документах именовался мурзою. Сын его Даниербек, по принятии крещения Даниил Алексеевич Куткин, с 1751 года именовался князем. Определением Правительствующего Сената от 14 января 1858 года, утверждены в достоинстве татарских князей, с внесением в VI часть Родословной книги: надворный советник Евгений Алексеевич Куткин и сын его Николай.

## Описание герба
Щит разделён на три части, из коих в первой в красном поле изображена серебряная луна, рогами обращённая в правую сторону; во втором в голубом поле видна выходящая из облаков рука, держащая меч; в третьей части в золотом поле находится голубой крест.
Щит увенчан дворянскими шлемом и короной. Нашлемник: три страусовых пера. Намёт на щите голубой и красный, подложенный золотом. Щит держат два льва. Герб рода Куткиных внесён в Часть 10 Общего гербовника дворянских родов Всероссийской империи, стр. 42.